# サンボマスター究極トリビュート ラブ フロム ナカマ
『サンボマスター究極トリビュート ラブ フロム ナカマ』（-きゅうきょく-）は、サンボマスター初のトリビュート・アルバム。2020年3月25日発売。

## 概要
以前からトリビュート・アルバム製作を求める声があり、結成20周年を迎えたこともあり、応えるべく本作の製作・発売が決定した。
彼らと親交のある12組のミュージシャンが参加。参加ミュージシャンは、YouTubeの公式アカウントにて誰が歌っているかを当てるクイズ動画が公開され、4組ずつ、計3回にわたって発表された。
1CD「通常盤」と2CD+DVD&スペシャルグッズ付「完全生産限定盤」の2形態で発売。完全生産限定盤は本作に参加した奥田民生、銀杏BOYZ、My Hair is Bad、MONGOL800の楽曲を、サンボマスターがカバー音源4曲収録CD「カバー フォー ナカマ」、対バンツアー「サンボマスター デカスロン ～強敵と書いて友と呼ぶ～」に密着したドキュメント映像、メンバーによる副音声「三人の楽屋ばなし」収録DVD、本作に参加した全12アーティストから、サンボマスターに向けた手書きメッセージ・サインが寄せ書き状にレイアウトされた「寄せ書き フロム ナカマ」タオルが同梱。

## 収録曲

### DISC.1（CD・全タイプ共通）
1. ロックンロール イズ ノットデッド　SUPER BEAVER
2. できっこないを やらなくちゃ　BiSH
3. 光のロック　ヤバイTシャツ屋さん
4. 青春狂騒曲　MONGOL800
5. 世界はそれを愛と呼ぶんだぜ　Fear, and Loathing in Las Vegas
6. 夜汽車でやってきたアイツ　銀杏BOYZ みねたかずのV
7. ラブソング　My Hair is Bad
8. 世界をかえさせておくれよ　打首獄門同好会
9. さよならベイビー　10-FEET
10. 二人ぼっちの世界　岡崎体育
11. 美しき人間の日々　Ichiro Yamaguchi＋Setsuya Kurotaki
12. そのぬくもりに用がある　奥田民生

### DISC.2（CD・完全生産限定盤のみ）
カバー フォー ナカマ ～サンボマスターによるスペシャルカバー集～
1. 恋のかけら　（奥田民生）
2. 星の数月の数　（MONGOL800）
3. いつか結婚しても（LIVE）（My Hair is Bad）
4. NO FUTURE NO CRY（LIVE）（銀杏BOYZ）

### DISC.3（DVD・完全生産限定盤のみ）
＜サンボマスター デカスロン ～強敵と書いて友と呼ぶ～＞完全密着ツアードキュメタリーDVD
1. ACIDMAN
2. 打首獄門同好会
3. 奥田民生
4. 岡崎体育
5. 銀杏BOYZ
6. SUPER BEAVER
7. Fear, and Loathing in Las Vegas
8. BiSH
9. My Hair is Bad
10. MONGOL800
11. yonige

副音声特典「三人の楽屋ばなし」